# 601 г. пр.н.е.

## Събития

### В Азия

#### Във Вавилония
- Навуходоносор II (605 – 562 г. пр.н.е.) е цар на Вавилония.[1]
- Царят ръководи нов военен поход в западните предели на царството (Сирия и Израел) и се сражава някъде на югоизток от Пелузий с египетска войска без да постигне решителен резултат, въпреки че и двете страни дават тежки жертви, което принуждава вавилонците да се оттеглят.[2]

#### В Мидия
- Киаксар (625 – 585 г. пр.н.е.) е цар на Мидия.[3]

### В Африка

#### В Египет
- Фараон на Египет е Нехо II (610 – 595 г. пр.н.е.).[4]
- Въпреки отразяването на вавилонската атака, Египет губи възможността да разпростира властта си по-дълбоко в Азия от Синай, поради което фараонът предпочита да се концентрира върху развитието на египетския флот.[5]